# Ataenius scalptifrons
Ataenius scalptifrons är en skalbaggsart som beskrevs av Bates 1887. Ataenius scalptifrons ingår i släktet Ataenius och familjen Aphodiidae. Inga underarter finns listade.